# Kristen Nygaard Kristensen
Kristen Nygaard Kristensen (født 9. september 1949) er en tidligere dansk fodboldlandsholdsspiller som scorede 11 mål i 36 kampe for landsholdet. Han var angriber og spillede blandt andet for IHF Århus og AZ Alkmaar.
Kristen Nygaard spillede først for Holstebro, men rykkede siden til IHF i Aarhus, som han var med til at rykke op i 2. division i 1969. Nygaard debuterede for landsholdet 7. juli 1970 på udebane mod Island. Året efter blev Kristen Nygaard i en alder af blot 21 år den yngste landsholdsanfører nogensinde, da han fik anførerbindet i en venskabskamp mod Japan. Han havde hvervet i de følgende syv landskampe.
Det var også i 1971, at IHF takket være Nygaard var tæt på at rykke helt op i 1. division, men triumfen glippede på sidste spilledag. Året efter deltog han ved OL i München. Præstationerne her fangede interessen hos den hollandske klub AZ Alkmaar, der hentede Kristen Nygaard til klubben samme efterår.
Kristen Nygaard blev herefter kendt som en af de mest elegante og teknisk dygtige midtbanespillere i hollandsk fodbold. Med Kristen Nygaard som holdets ledende skikkelse vandt AZ i 1981 det hollandske mesterskab og nåede samme år finalen i UEFA Cup, men tabte til Ipswich Town. Kristen Nygaard var også med til at vinde den hollandske pokalturnering tre gange. I 1978, 1981 og 1982.
Han forlod i 1982 AZ til fordel for Nîmes Olympique i Frankrig. Fire år senere indstillede han karrieren og var en enkelt sæson træner for klubben. Han spillede sin sidste landskamp for Danmark 14. november 1979 i Cadiz, da Danmark i en venskabskamp slog Spanien 3-1.
I 1994 blev Kristen Nygaard alvorligt kvæstet i en bilulykke i Frankrig, lå i koma i flere uger og blev efterfølgende blind. En operation i 2005 gav ham dog synet tilbage på venstre øje.
På AZs nye hjemmebane DSB Stadion er supporternes tilholdssted opkaldt efter Kristen Nygaard.